# Giacomo Attilio Cermenati
Giacomo Attilio Cermenati (Lecco, 25 febbraio 1881 – 8 novembre 1963) è stato un medico e politico italiano.

## Biografia
Libero docente di Traumatologia all'Università di Roma, venne eletto al Senato della Repubblica, nelle file della Sinistra Indipendente, nella I Legislatura il 18 aprile del 1948.